# سكوت سميث (سياسي)
سكوت سميث (بالإنجليزية: Scott Smith)‏ هو سياسي أمريكي، ولد في 1956 في توسان في الولايات المتحدة. حزبياً، نشط في الحزب الجمهوري.